# Destruction créatrice

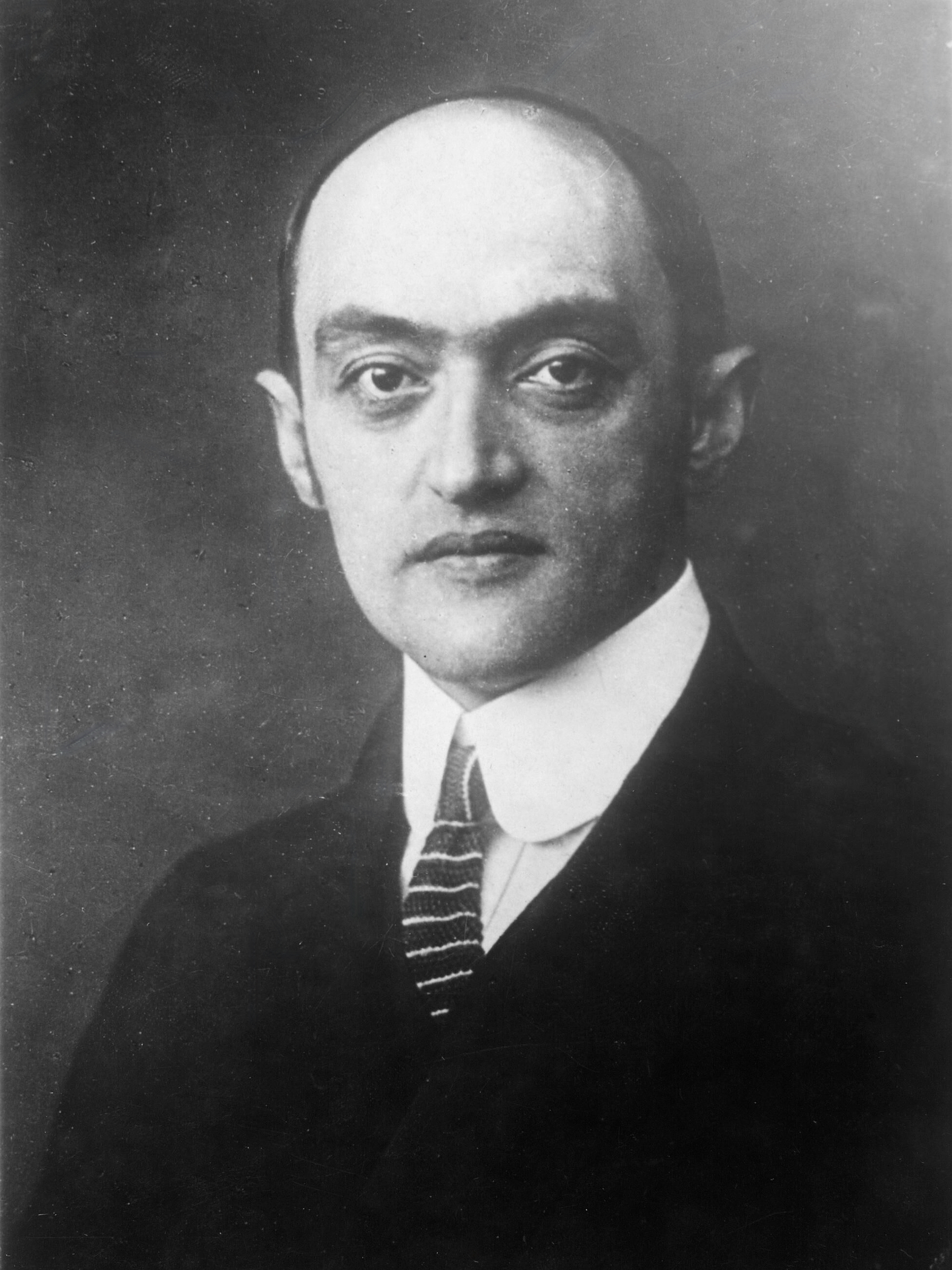
Joseph Schumpeter.

La destruction créatrice est le processus économique continu par lequel l'irruption sur les marchés d'innovations défie les entreprises déjà implantées et conduit les moins productives à disparaître. Par ce processus, le système économique se renouvelle et génère une croissance économique de long terme.
L'expression est associée à l'économiste Joseph Schumpeter (1883-1950) qui en assure une large diffusion avec la parution de son livre Capitalisme, Socialisme et Démocratie publié aux États-Unis en 1942 puis traduit en français en 1951.

## Concept
Joseph Schumpeter conçoit le capitalisme comme un système économique dont la dynamique principale, lorsque la liberté de commerce est assurée, est la stimulation de la croissance par l'innovation. Les entrepreneurs sont la force motrice de la croissance économique sur le long terme dans la mesure où leur quête de profits les incite à innover et à chercher à dégager une rente de situation liée au monopole qu'ils détiendront quelque temps sur leur innovation.
La destruction créatrice a lieu de manière récurrente, dès lors que l'irruption d'une innovation réduit considérablement les avantages compétitifs des concurrents et leur cause des pertes ou une faillite. La destruction créatrice, que l'auteur décrit comme un « ouragan perpétuel », provoque ainsi la recomposition continue du tissu de production de la valeur.
Schumpeter différencie plusieurs types d'innovation, toutes à même de contribuer à la dynamique de la destruction créatrice. Il distingue l'innovation affectant la fabrication de biens nouveaux ; les nouvelles méthodes de production ; l'ouverture de nouveaux débouchés ; l'utilisation de nouvelles matières premières ; une nouvelle organisation du travail.
Ont été ajoutés par la suite des nouvelles méthodes de marketing ou de publicité, ainsi que les nouveaux moyens de communication (aujourd'hui les technologies de l'information et de la communication). Enfin, les changements législatifs ou de nouvelles façons d'influencer les décideurs politiques, les nouveaux moyens de fraude.

## Historique
L’idée s'inspire de la pensée du philosophe Friedrich Nietzsche (1844-1900) et de la formulation proposée pour la première fois par l’économiste Werner Sombart (1863-1941). Bien qu'étant conservateur, Schumpeter tira une grande partie de sa compréhension de la « destruction créatrice » des œuvres de Karl Marx,,.
Elle a été reprise par Theodore Levitt dans Innovation et marketing (1969).

## Effets
Lorsqu'un mouvement d'innovation réussit sa percée, il confère aux organisations porteuses de cette innovation un leadership voire un pouvoir de monopole temporaire sur un marché. Les profits et la puissance des entreprises moins innovantes diminuent, les avantages concurrentiels traditionnels sont rendus obsolètes et les organisations qui en bénéficiaient précédemment sont surclassées et à terme menacées de déclin, voire de disparition.[réf. souhaitée]
La destruction créatrice peut gravement affecter même des entreprises qui, à une époque, ont révolutionné et dominé leur marché telles que Xerox pour les photocopieurs ou Polaroid pour les appareils photo instantanés ou encore Nokia pour les téléphones mobiles. De telles entreprises réputées solidement établies ont pourtant vu leurs marges se réduire et leur domination disparaître avec l’émergence de rivaux plus innovants, ayant des produits ou services dotés d'une meilleure conception, d'un meilleur design, de fonctionnalités supplémentaires, ou de coûts de fabrication très inférieurs.[réf. souhaitée]
À l'inverse, la destruction créatrice profite aux entreprises qui se montrent capables de prendre l'ascendant dans leur secteur et constituer une position dominante à leur profit. Ainsi, Walmart (leader mondial du secteur de la distribution), la chaîne d'hypermarchés aux États-Unis, domine progressivement le commerce de détail en utilisant de nouvelles techniques de gestion des stocks, de marketing et de gestion des ressources humaines. L'essor et le leadership du nouveau « dominant » contraint de nombreuses entreprises plus anciennes ou plus petites à la disparition, au regroupement ou au rachat. Le phénomène peut être d'autant plus violent en l'absence de lois anticartel ou d'une régulation efficace de la concurrence.[réf. souhaitée]
Au total, par la combinaison de ses effets destructeurs et créateurs, le processus de destruction créatrice pointe la puissance des dynamiques du changement à l'œuvre dans les activités économiques et industrielles. Puissance qui déstabilise des équilibres réputés acquis et génère la transition d’un système compétitif à un monopole et inversement. Elle est à l’origine de la théorie de la croissance endogène et d'une façon plus large de l’évolution économique générale. Elle met en évidence que l’innovation engendre une concurrence forte de la part des nouveaux produits commercialisés par les nouveaux entrants.[réf. souhaitée]
Le mouvement de destruction créatrice est souvent questionné pour ses effets sur l'emploi : les ouvriers ayant des compétences rendues obsolètes par les nouvelles technologies perdent leur emploi. Elle constitue une contrainte forte à la reconversion de nombreux travailleurs : ceux-ci doivent quitter une activité réputée être moins productive pour se reclasser dans une organisation ou une activité plus productive. Ainsi s'explique la tendance séculaire au déversement illustrée par Alfred Sauvy ou Jean Fourastié : les emplois agricoles se réduisent d'abord au profit de l'accroissement des effectifs industriels. Puis les effectifs industriels diminuent à leur tour pour se transférer vers des emplois tertiaires.[réf. souhaitée]
Il n'empêche qu'à court terme les conséquences peuvent être désastreuses sur le niveau de l’emploi, le ré-emploi par les secteurs réputés porteurs pouvant s'avérer :
- pas assez rapide, lorsqu'une conjoncture économique générale médiocre ou défavorable est en place ;
- hypothétique, lorsque les secteurs ou filières réputés porteurs et innovateurs poursuivent une croissance moins « riche en emplois » ;
- impossible, lorsque les compétences nécessaires sont impossibles à enseigner rapidement à des chômeurs (trop de choses à apprendre...).

## Débats et critiques
Plusieurs études ont cherché à estimer la véracité du mécanisme de destruction créatrice. Une étude de l'OCDE de 2005 estime que dans les pays développés, un tiers des gains de la productivité du travail est dû à ce processus de destruction créatrice, tandis que les deux tiers restants des gains ont lieu au sein d'entreprises préexistantes.
Bien que bénéfique à long terme, la destruction créatrice est critiquée comme étant source de chômage pour les individus peu qualifiés à court terme ; créant une instabilité économique pour ces individus, elle fait accroître les taux d'anxiété, d'alcoolisme et de suicide. Cet effet est fortement contrecarré par une assurance-chômage généreuse.
Les innovations liées à la destruction créatrice ne sont pas toujours positives pour l'économie ; en particulier les innovations de produit addictives et celles faisant faussement paraître une augmentation de la quantité.

## Citation
« Les agissements de cette nature constituent, au milieu de l’ouragan perpétuel de simples incidents, souvent inévitables, qui encouragent, bien loin de le freiner, le processus d’expansion à long terme. Une telle affirmation n’est pas davantage paradoxale que celle consistant à dire : les automobiles parce qu’elles sont munies de freins roulent plus vite que si elles en étaient dépourvues. » Joseph Schumpeter, 1943 Traduction française 1951 Capitalisme, socialisme et démocratie, Paris, Payot, p. 128.
« L'impulsion fondamentale qui met et maintient en mouvement la machine capitaliste est imprimée par les nouveaux objets de consommation, les nouvelles méthodes de production et de transport, les nouveaux marchés, les nouveaux types d'organisation industrielle – tous éléments créés par l'initiative capitaliste. [...] L'histoire de l'équipement productif d'énergie, depuis la roue hydraulique jusqu'à la turbine moderne, ou l'histoire des transports, depuis la diligence jusqu'à l'avion. L'ouverture de nouveaux marchés nationaux ou extérieurs et le développement des organisations productives, depuis l'atelier artisanal et la manufacture jusqu'aux entreprises amalgamées telles que l’U.S. Steel, constituent d'autres exemples du même processus de mutation industrielle – si l'on me passe cette expression biologique – qui révolutionne incessamment de l'intérieur la structure économique, en détruisant continuellement ses éléments vieillis et en créant continuellement des éléments neufs. Ce processus de destruction créatrice constitue la donnée fondamentale du capitalisme : c'est en elle que consiste, en dernière analyse, le capitalisme et toute entreprise capitaliste doit, bon gré mal gré, s'y adapter. » Joseph Schumpeter, 1943 Traduction française 1951 Capitalisme, socialisme et démocratie, Paris, Payot, p. 106-107.